# Pudagla
Pudagla es un municipio situado en el distrito de Pomerania Occidental-Greifswald, en el estado federado de Mecklemburgo-Pomerania Occidental (Alemania), a una altitud de 1 metro. Su población a finales de 2016 era de 500 habs. y su densidad poblacional, 36 hab/km².